# Małyje Wiaziomy (przystanek kolejowy)
Małyje Wiaziomy (ros. Малые Вязёмы) – przystanek kolejowy w miejscowości Małyje Wiaziomy, w rejonie odincowskim, w obwodzie moskiewskim, w Rosji. Położony jest na linii Moskwa – Mińsk – Brześć.